# Toyotomi Hidenaga
Toyotomi Hidenaga (豊臣秀長?   1540 - 1591), también conocido como Hashiba Hidenaga fue el medio hermano de Toyotomi Hideyoshi, por lo que estuvo a su lado durante todas sus principales campañas como la de pacificación de Kyūshū y Shikoku.
En 1582 recibió el feudo de Koriyama, con lo que se convirtió en daimyō.
Falleció en 1591.